# 布罗尼斯洛瓦斯·卢比斯
布罗尼斯洛瓦斯·卢比斯（1938年10月8日—2011年10月23日）立陶宛的企业家，1992年12月—1993年3月担任立陶宛总理，立陶宛国家重建法案的签署人。
他是立陶宛第三大企业阿赫玛集团公司（英語：Concern Achema Group）的首席执行官和主要股东，截至2008年8月，根据立陶宛杂志Veidas报道，他是立陶宛最富有的人。
2011年10月23日，阿比沙拉在德魯斯基寧凱镇骑自行车时因心脏病发作去世。